# Acanthomuricea dina
Acanthomuricea dina is een zachte koraalsoort uit de familie Plexauridae. De koraalsoort komt uit het geslacht Acanthomuricea. Acanthomuricea dina werd in 2000 voor het eerst wetenschappelijk beschreven door Grasshoff. 